# Списък с герои от „Фантастични животни“
Списъкът представя героите от филмовата поредица Фантастични животни.

## Въведени въвФантастични животни и къде да ги намерим

### Нют Скамандър
Нют Скамандър е интровертен британски магьосник и магизоолог, възпитаник на дом Хафълпаф на Хогуортс. Във Фантастични животни и къде да ги намерим Нют пристига в Ню Йорк, където среща мъгъла Джейкъб Ковалски, понижения аврор Порпентина "Тина" Голдстийн и сестрата на Тина от Куини Голстийн, която е легилиманс. Нют работи заедно с триото и събира избягали магически животни. След мрачна атака, Нют предотвратява излагането на магьосническия свят на общността на американските мъгъли (известни като немагьосници) чрез забравяща отвара, разпръсната от неговата гръмотевична птица Франк.
Във Фантастични животни: Престъпленията на Гринделвалд Нют нелегално пристига в Париж с Джейкъб, за да проследят и спасят Кридънс Барбон, неизвестното лице, отговорно за атаката в Ню Йорк. Той е изправен пред друго предизвикателство, тъй като Тина, към която има чувства, го отбягва, защото си мисли, че е сгоден. Въпреки това Нют изяснява недоразумението и се помирява с Тина. След разрушителен митинг на последователите на Гринделвалд, по време на който Кридънс и Куини се присъединяват към тъмния магьосник Гелърт Гринделвалд, Нют избира да се присъедини към битката срещу Гринделвалд.
Нют се появява отново във Фантастични животни: Тайните на Дъмбълдор. Заедно с бившия си професор Албус Дъмбълдор, Нют и екипът му осуетяват плановете на Гринделвалд за световно господство и го спират да стане министър на магията. Когато Куини осъзнава грешката си и се връща към добрата страна, тя и Джейкъб се женят. Нют присъства на сватбата като кум на Джейкъб, докато Тина също присъства като шаферка на сватбата.
В някакъв момент след края на световната магьосническа война, Нют и Тина се женят и имат внук на име Ролф, който се жени за Луна Лъвгуд. Нют е автор на книгата Фантастични животни и къде да ги намерим, която се използва като учебник от Хари Потър и неговите съученици.
В цялата филмова поредица ролята Нют Скамандър се играе от Еди Редмейн. В Престъпленията на Гринделвалд младият Нют Скамандър е изобразен от Джошуа Ший.

### Тина Голдстийн
Порпентина Естер "Тина" Голдстийн (изиграна от Катрин Уотърстън) е вещица и бивш аврор, наета от МАКУСА. За разлика от сестра си, Тина няма специални сили освен да бъде компетентна вещица. Но тя никога не се страхува да отстоява себе си, когато вярва, че е права, черта, която ѝ създава проблеми с МАКУСА. Тина изиграва ключова роля в инцидента в Ню Йорк, помагайки на Нют да събере създанията, избягали от магическия му куфар. Тя помага на Нют да изчисти имената им, след като са наклеветени от Пърсивал Грейвс – ръководител на офиса на американските аврори, за да запази мотивите и действията си в тайна. Тина е единственият човек, освен Нют, който проявява състрадание към Кридънс, така и след разкриването на неговите магически сили. В края на Фантастични животни тя и Нют имат нежна раздяла, преди той да се върне в Европа. По-късно Тина е повишена обратно до позицията си на аврор.
В Престъпленията на Гринделвалд Тина се опитва да намери и помогне на Кридънс заедно с Нют, и се бие срещу силите на Гринделвалд при инцидента в Париж. Тя е студена към Нют през по-голямата част от това приключение, докато не открива, че не Нют, а брат му е сгоден за Лета Лестранж, както е съобщено погрешно.
В Тайните на Дъмбълдор се разкрива, че Тина е повишена до ръководител на офиса на американските аврори в Ню Йорк, така че тя няма участие в събитията от този филм. Тина за кратко се събира с Нют на сватбата на Куини и Джейкъб. Топлината на тази среща загатва за евентуалната романтична връзка между двамата.

### Джейкъб Ковалски
Джейкъб Ковалски (изигран от Дан Фоглър) е смел ветеран от Първата световна война, гениален немагьосник и талантлив и креативен пекар. Надявайки се да се измъкне от безперспективната си работа във фабрика за консерви, той случайно взема магическия куфар на Нют Скамандър, когато отива да кандидатства за банков кредит, за да отвори пекарна. Той среща Нют, Тина и Куини във Фантастични животни и къде да ги намерим и бързо е запленен от Куини. В края на филма Джейкъб получава пари от Нют, за да отвори пекарната си, но споменът му за магическите им приключения е изтрит.
В Престъпленията на Гринделвалд се разкрива, че Джейкъб си е върнал спомените за Куини и останалите. Тъй като бракът е забранен от МАКУСА между магически и немагически хора в Америка, Джейкъб отказва да се ожени за Куини, която иска да защити от гнева на магьосническата общност. Куини, наранена от отказа му, го напуска, за да се присъедини към Гринделвалд, който ѝ обещава надеждата да се омъжи за Джейкъб.
В Тайните на Дъмбълдор Лали Хикс вербува Джейкъб да се присъедини към каузата срещу Гринделвалд и му подарява пръчка. Той помага на Нют, Лали, Тезей, Юсуф Кама и Дъмбълдор да попречат на Гринделвалд да открадне изборите. В края на филма Куини се връща на добрата страна и се женят в неговата пекарна в Ню Йорк.

### Куини Гордстийн
Куини Голдстийн (изиграна от Алисън Судол) е по-малката сестра и съквартирантка на Тина и умел легилиманс. Тя среща Джейкъб Ковалски в Ню Йорк по време на събитията във филма Фантастични животни и къде да ги намерим. Споделяйки любов към готвенето, те се влюбват дълбоко, но МАКУСА забранява браковете между магьосници и немагьосници. Наранена от отказа на Джейкъб да се ожени за нея (въпреки че той чувства, че чрез отказа си я защитава), Куини се присъединява към Гринделвалд в Престъпленията на Гринделвалд, докато той ѝ обещава нов световен ред. В Тайните на Дъмбълдор Куини все повече се разочарова от Гринделвалд, като в крайна сметка се отказва от него. По-късно тя се омъжва за Джейкъб в пекарната му в Ню Йорк.

### Мери Лу Барбон
Мери Лу Барбон (изиграна от Саманта Мортън) е фанатична немагьосница, борец срещу магьосничеството и малтретиращата осиновителка на Кридънс, Частити и Модести. Тя не знае, че е осиновила магьосническо дете.

### Кридънс Барбон
Кридънс Барбон (изигран от Езра Милър) е таен магьосник Обскурус и проблемният осиновен син на Мери Лу Барбон. Без да знае за произхода си или че притежава магически сили, Кридънс таи огромен гняв, който се превръща в опасен Обскурус, измъчван от години от насилствената си осиновителка. Той среща Нют Скамандър и Тина Голдстийн в Ню Йорк. Пърсивал Грейвс първоначално греши, като смята, че Обскурусът обитава осиновена сестра на Кридънс Модести, когато в действителност Кридънс е този, който убива сенатор Хенри Шоу младши и собствената му осиновителка, преди да бъде неутрализиран от аврорите на МАКУСА.
В Престъпленията на Гринделвалд Кридънс пътува до Париж, търсейки истинската си самоличност. Нют Скамандър е натоварен от Албус Дъмбълдор да го намери и защити от Гринделвалд, който иска да използва Кридънс в стремежа си за власт. Младият мъж първоначално вярва, че е син на семейство Лестранж, но Лета опровергава тази възможност. В замъка Нурменгард Гринделвалд казва на Кридънс, че истинското му име е Аврелий Дъмбълдор и че брат му (Албус Дъмбълдор) ще се опита да го унищожи.
В Тайните на Дъмбълдор, чието действие се развива през 1932 г., пет години след събитията от предишния филм, Кридънс е изпратен от Гринделвалд в Китай, за да хване бебе чилин. Дава го лично на новия си господар. По-късно Кридънс разговаря с Куини Голдстийн; тя му казва, че Гринделвалд редовно я моли да го шпионира и да му докладва мислите му, но тя разкрива на Кридънс, че не казва всичко. След това Кридънс се поглежда в огледало и вижда надпис: „Прости ми“, който веднага изтрива. Разбира се, че Кридънс от Нурменгард комуникира с някого чрез магически съобщения, написани върху огледала. Кридънс чувства, че е бил отхвърлен от Дъмбълдор и Гринделвалд разпалва чувството му за изоставеност, убеден, че болката на Кридънс е неговата сила. По-късно Албус Дъмбълдор забелязва за кратко едно от съобщенията на Кридънс върху огледало в бар, адресирано до брат му Абърфорт. По улиците на Берлин Албус идва да се срещне с младия мъж и, предусещайки конфронтацията, се грижи предварително да ги насочи в огледално измерение, за да защити присъстващите около тях мъгъли. Кридънс твърди, че е негов брат и че името му е Аврелий. Той се бие, но е отслабен поради обскура си. Албус вижда феникса на Кридънс и потвърждава, че младежът наистина е Дъмбълдор. Той е трогнат от страданието и самотата му и успява да го убеди, че Гринделвалд е подхранвал омразата му и че семейството на Дъмбълдор, което досега не е знаело истината, никога не го е отхвърляло. След това Кридънс се връща в Нурменгард. В подземията на замъка Кридънс вижда Гринделвалд, своя господар, да съживява предишния убит чилин и е жестоко порицан, че е пренебрегнал близнака на чилина, когото Гринделвалд току-що е видял в отражението на басейна за възкресение. Една вечер Кридънс изпраща ново съобщение на Абърфорт с желание да се „върне у дома“. Същата вечер Албус обсъжда с Абърфорт Кридънс. Разкрива се, че младият мъж всъщност е племенник на Албус и син на Абърфорт. След това Кридънс отива в Бутан, за да присъства на следващите избори на конфедерацията на магьосниците. Гринделвалд манипулира изборите, като кара съживения чилин да му се поклони, за да спечели изборите. Въпреки това, с помощта на Нют Скамандър, Бънти и близнакът чилин, Кридънс разкрива лъжите на Гринделвад, който се опитва да убие Кридънс с помощта на убийственото проклятие, но младият мъж е защитен от братята Дъмбълдор. Кридънс най-накрая среща баща си и се завръща у дома в Хогсмийд със своя феникс.

### Хенри Шоу старши
Хенри Шоу старши (изигран от Джон Войт) е собственик на вестник и баща на американския сенатор Хенри Шоу младши и Лангдън Шоу.

### Серафина Пикъри
Серафина Пикъри (изиграна от Кармен Еджого) е президент на МАКУСА.

### Модести Барбон
Модести Барбон (изиграна от Фейт Ууд-Благров) е обладана от духове младо момиче, което е най-малкото от осиновените деца на Мери Лу.

### Лангдън Шоу
Лангдън Шоу (изигран от Ронън Рафтери) е най-малкият от синовете на Хенри Шоу старши, който започва да вярва в магията.

### Хенри Шоу младши
Хенри Шоу младши (изигран от Джош Коудери) е най-големият от синовете на Хенри Шоу старши, а също и любимият син на баща си. Той е успешен политик и е убит от Обскуруса на Кридънс Барбон по време на реч на вечеря за набиране на средства.

### Абърнати
Абърнати (изигран от Кевин Гутри) е ръководителят в МАКУСА на Тина и Куини и по-късно помощник на Гринделвалд.

### Частити Барбон
Честити Баребоун (в ролята е Джен Мъри) е средното от осиновените деца на Мери Лу.

### Гелърт Гринделвалд
Гелерт Гринделвалд е скандален, могъщ тъмен магьосник, който предизвика масово насилие, терор и хаос по целия свят, стремейки се да ръководи нов магьоснически световен ред, основан на силната си вяра в магьосническото превъзходство. Той е имал връзка с Дъмбълдор, когато двамата са тийнейджъри.
Гринделвалд е изобразен от Джони Деп във Фантастични животни и къде да ги намерим и Престъпленията на Гринделвалд, от Мадс Микелсен в Тайните на Дъмбълдор, от Колин Фарел, преобразил се като Грейвс, и от Джейми Кембъл Боуър като тийнейджър.

### Лета Лестранж
Лета Лестранж (изиграна от Зоуи Кравиц, от Теа Ламб като тийнейджър и от Руби Улфенден като дете) е емоционално объркана млада жена, която все още упражнява известен контрол над Нют, който някога е бил и вероятно все още е влюбен в нея.

## Въведени въвФантастични животни: Престъпленията на Гринделвалд

### Тезей Скамандър
Тезей Скамандър (в ролята е Калъм Търнър) е по-големият брат на Нют Скамандър, който работи в Службата на аврорите към Отдела за прилагане на магьосническия закон.

### Нагини
Нагини (изиграна от Клаудия Ким) е основната атракция на магьосническия цирк и шоу на изроди, която носи кръвно проклятие, което в крайна сметка ще я превърне в змия завинаги.

### Юсуф Кама
Юсуф Кама (изигран от Уилям Надилам и от Исак Домингос като дете) е френско-сенегалски магьосник.

### Никола Фламел
Никола Фламел (в ролята е Бронтис Ходоровски) е френски магьосник и алхимик, създал Философския камък.

### Албус Дъмбълдор
Албус Дъмбълдор (в ролята е Джуд Лоу, Тоби Регбо като тийнейджър) е изключително влиятелен и силен магьосник в Британската магьосническа общност, известен в Британското министерство на магията и в целия магьоснически свят със своя академичен блясък.

### Бънти
Бънти (изиграна от Виктория Йетс) е асистентка на Нют Скамандър.

### Винда Роше
Винда Роше (изиграна от Попи Корби-Туш) е вярна последователка на Гринделвалд.

### Минерва Макгонагъл
Минерва Макгонъгол (в ролята е Фиона Гласкот) е учителка в Хогуортс и колежка на Албус Дъмбълдор.

### Кароу
Кароу (в ролята Мая Блум) е последователка на Гринделвалд.

### Мустафа Кама
Мустафа Кама (изигран от Хю Куарши) е съпругът на Лорена Кама и баща на Юсуф Кама.

### Торкил Травърс
Торкил Травърс (изигран от Дерек Ридел) е ръководител на Отдела за прилагане на магьосническия закон.

### Лали Хикс
Лали Хикс (изиграна от Джесика Уилямс) е уважавана учителка в училището за магьосничество Илвърморни.

## Въведени въвФантастични животни: Тайните на Дъмбълдор

### Абърфорт Дъмбълдор
Абърфорт Дъмбълдор (в ролята е Ричард Койл) е по-малкият брат на Албус Дъмбълдор и собственик на Свинската глава.

### Антон Вогел
Антон Вогел (изигран от Оливър Масучи) е настоящият върховен ръководител на Международната конфедерация на магьосниците и министър на магията на Германия. В Тайните на Дъмбълдор Вогел активно прави политически опити да помогне на Гринделвалд в неговите изборни усилия.

### Виченца Сантош
Виченца Сантош (в ролята е Мария Фернанда Кандидо) е кандидат за поста Върховен ръководител на Международната конфедерация на магьосниците и министър на магията на Бразилия.

### Лиу Тао
Лиу Тао (изигран от Дейв Уонг) е кандидат за поста Върховен ръководител на Международната конфедерация на магьосниците и министър на магията на Китай.

### Хенриета Фишър
Хенриета Фишър (в ролята е Валери Пахнър) е вещица, която работи за германското Министерство на магията.

### Забини
Забини (изигран от Пол Лоу-Ханг) е помощник на Гринделвалд.

### Хелмут
Хелмут (изигран от Александър Кузнецов) е аврор в германското Министерство и последовател на Гринделвалд.

### Франк Дойл
Франк Дойл (изигран от Уилф Сколдинг) е американски магьосник.